# Sospita avera
Sospita avera är en fjärilsart som beskrevs av Rothschild 1904. Sospita avera ingår i släktet Sospita och familjen juvelvingar. Inga underarter finns listade i Catalogue of Life.